# エスリンゲン郡
エスリンゲン郡（エスリンゲンぐん、ドイツ語: Landkreis Esslingen）は、ドイツ連邦共和国バーデン＝ヴュルテンベルク州シュトゥットガルト行政管区に属す郡である。人口は、542,582人（2023年12月31日現在）で、ライン＝ネッカー郡、ルートヴィヒスブルク郡に次いで州で3番目、ドイツ全体でも7番目に人口の多い郡である。
郡庁所在地と同様に、1964年10月15日に地名表記が変更された。それ以前の公式表記は Landkreis Eßlingen であった。

## 地理

### 位置
エスリンゲン郡は、南西から郡内に流れ込むネッカー川によって二分されている。西側部分は主に平地および高地で、東側部分はシュヴェービシェ・アルプ沿いおよびシュールヴァルト（シュヴェービシェ＝フレンキシェ・ベルクラントの一部）沿いの土地である。郡内では、プロヒンゲン近郊でフィルス川がネッカー川に合流する。ネッカー川はエスリンゲン＝メッティンゲン付近からシュトゥットガルト方面に郡域を離れる。メッティンゲン付近の近郊の水位観測所が海抜 229 m の郡内最低地点で、ビシンゲン＝オクゼンヴァングに近いブルッカー・ヘルルレにある海抜 830 m が郡内最高地点である。

### オルト
エスリンゲン郡には185のオルト（小地区。地理的に分離された市、村、小集落、孤立農場、住宅地などが含まれる）がある。

### 隣接する郡
エスリンゲン郡は、北から時計回りに、レムス＝ムル郡、ゲッピンゲン郡、ロイトリンゲン郡、ベーブリンゲン郡、および郡独立市シュトゥットガルトと境を接している。

### 土地利用
2020年現在の本郡の用途別土地面積および占有率は以下の通りである。
| 用途         | 面積 (ha) | 占有率 (%) |
| ------------ | --------- | ---------- |
| 住宅用地     | 5,804     | 9.1        |
| 商工業用地   | 2,385     | 3.7        |
| レジャー用地 | 1,097     | 1.7        |
| 交通用地     | 5,437     | 8.5        |
| 農業用地     | 28,246    | 44.0       |
| 森林         | 18,574    | 29.0       |
| 水域         | 612       | 1.0        |
| その他       | 1,973     | 3.1        |
| 合計         | 64,128    | 100.0      |

### 自然保護区
エスリンゲン郡には以下の自然保護区がある。バーデン＝ヴュルテンベルク州環境、測量および自然保護局 (LUBW) の自然保護統計によれば、2022年5月現在、郡内の 2320.57 ha が自然保護の対象となっており、これは郡域の 3.62 % にあたる。

## 歴史
エスリンゲン郡は、1803年に帝国都市エスリンゲン・アム・ネッカーがヴュルテンベルク領に移行した後に形成されたヴュルテンベルクのオーバーアムト・エスリンゲン（直訳: エスリンゲン上級管区）を起源とする。この組織は時代とともに何度も変更された。1810年からはラントフォークタイ・ローテンベルク（直訳: ローテンベルク代官区）、1818年からネッカークライス（直訳: ネッカー郡）に属した。ネッカー郡は1924年に廃止された。1934年にオーバーアムトはクライス・エスリンゲン（直訳: エスリンゲン郡）に改名され、1938年4月24日の地方行政区分に関する法律に基づき、1938年10月1日に現在のラントクライス・エスリンゲン（エスリンゲン郡）と改称された郡は、廃止されたアムツオーバーアムト・シュトゥットガルト、ショルンドルフ郡、キルヒハイム・ウンター・テック郡、ゲッピンゲン郡のいくつかの町村を併合して拡大した。
1964年10月16日、郡当局はそれまでの表記 (Landkreis Eßlingen) を現在の表記である Landkreis Esslingen に変更した。
エスリンゲン郡は1973年1月1日の郡域再編でニュルティンゲン郡（グラーフェンベルクを除く）を取り込み拡大した。
1975年1月1日にはベプリンゲン郡からラインフェルデン市とムスベルクが本郡に移管された。これにより本郡は現在の広がりとなった。
市町村再編完了後、エスリンゲン郡は44市町村で構成されており、このうち13が市で、さらにこの中の6市（エスリンゲン・アム・ネッカー、フィルダーシュタット、キルヒハイム・ウンター・テック、ラインフェルデン＝エヒターディンゲン、ニュルティンゲン、オストフィルデルン）が大規模郡都市である。エスリンゲン郡で最も大きな街はエスリンゲン・アム・ネッカー、最も小さな町はアルトドルフである。ドイツの右翼過激グループであるドイチェ・アクティオンスグルッペンは、1980年にエスリンゲン郡役場および郡議会議員の家に対して爆弾を爆破させた。

## 住民

### 人口推移

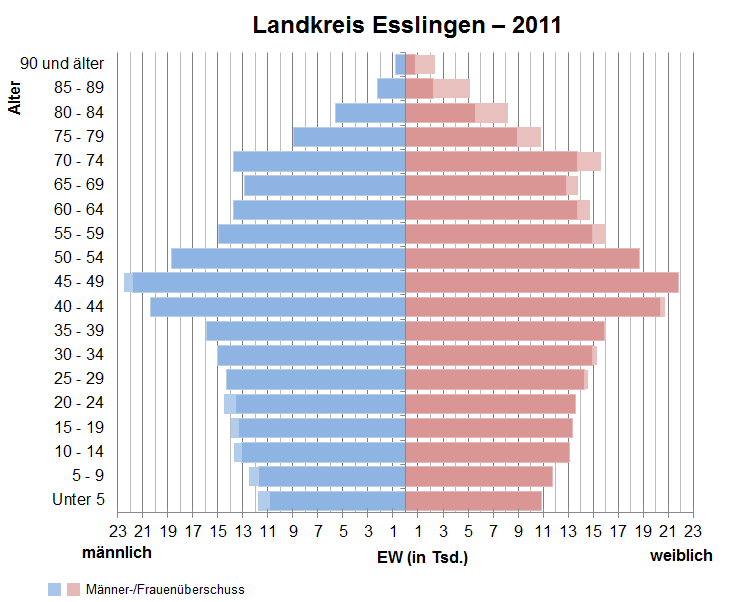
エスリンゲン郡の人口ピラミッド（Zensus 2011 のデータに基づく）

人口調査(*)またはバーデン＝ヴュルテンベルク州統計局の公的な研究結果を以下に示す（主たる居住地とする者のみ）。1973年以前の人口推移は、現在エスリンゲンに属す当時は別の行政体（オーバーアムト、郡）に属してた市町村を含めた合計値である。
| 日付           | 人口（人） |
| -------------- | ---------- |
| 1871年12月1日* | 102,977    |
| 1900年12月1日* | 123,690    |
| 1939年5月17日* | 177,405    |
| 1950年8月31日* | 255,596    |
| 1970年5月27日* | 424,611    |
| 1973年12月31日 | 450,515    |

| 日付           | 人口（人） |
| -------------- | ---------- |
| 1975年12月31日 | 450,232    |
| 1980年12月31日 | 460,156    |
| 1985年12月31日 | 456,362    |
| 1987年5月25日* | 460,429    |
| 1990年12月31日 | 480,436    |
| 1995年12月31日 | 490,169    |

| 日付           | 人口（人） |
| -------------- | ---------- |
| 2000年12月31日 | 500,666    |
| 2005年12月31日 | 514,245    |
| 2010年12月31日 | 514,830    |
| 2015年12月31日 | 524,127    |
| 2020年12月31日 | 533,617    |

人口は、542,582人（2023年12月31日現在）で、ライン＝ネッカー郡、ルートヴィヒスブルク郡に次いで州で3番目、ドイツ全体でも7番目に人口の多い郡である。

### 宗教統計
2011年の人口調査によれば、人口の 40.1 %（201,580人）が福音主義、23.0 %（115,450人）がローマ＝カトリックの信者で、37.0 % がその他の宗教の信者または無宗教である。エスリンゲン郡の福音教会信者はこれ以後減少している。

## 行政
郡は、郡議会と郡長により運営されている。

### 郡議会
郡議会は、5年ごとに郡内の有権者により選出される。2019年5月26日の選挙結果を以下に示す。
| 政党      | 政党                                | 得票率 (%) | 議席数 |
| --------- | ----------------------------------- | ---------- | ------ |
| FW        | Freie Wähler im Landkreis Esslingen | 29.4       | 28     |
| CDU       | キリスト教社会同盟                  | 19.5       | 19     |
| GRÜNE     | 同盟90/緑の党                       | 19.1       | 19     |
| SPD       | ドイツ社会民主党                    | 15.5       | 15     |
| FDP       | 自由民主党                          | 6.2        | 6      |
| AfD       | ドイツのための選択肢                | 5.9        | 6      |
| DIE LINKE | 左翼党                              | 3.9        | 4      |
| REP       | 共和党                              | 0.6        | 1      |
| 合計      | 合計                                | 100.0      | 98     |
| 投票率    | 投票率                              | 58.5 %     | 58.5 % |

### 郡長
郡議会は任期8年の郡長を選出する。郡長は法の執行者であり、郡議会の代表者であり、郡議会およびその委員会で議長を務めるが、投票権は有さない。郡長は郡長役場を指導し、また、郡の役人でもある。
郡議会および委員会の開催準備も郡長の職責の1つである。彼は議会を招集し、これを運営し、そこでの決議事項を実行する。郡長代理は Erste Landesbeamte（第一助役）である。
第二次世界大戦後の郡長を列記する。
- 1945年 - 1946年: フリッツ・ランデンベルガー
- 1946年 - 1966年: ゲオルク・ガイスト
- 1966年 - 1972年: リヒャルト・シャル
- 1973年 - 2000年: ハンス・ペーター・ブラウン
- 2000年 - : ハインツ・アイニンガー

### 紋章
エスリンゲン郡の紋章は、基部が黒と金の斜め市松模様。その上は金地で赤い爪、嘴、舌を持つ黒い鷲。胸に金の鎖がついた金の狩猟用の角笛。エスリンゲン郡は、1975年8月13日にバーデン＝ヴュルテンベルク州内務省からこの紋章使用の認可を受けた。
この紋章は、かつての郡および領主の紋章の意匠を取り込んでいる。鷲はかつての自由帝国都市エスリンゲンを象徴しており、斜め市松模様と狩猟用の角笛は旧ニュルティンゲン郡の紋章であった。斜め市松模様はテック家（キルヒハイム・ウンター・テック）、狩猟用の角笛はニュルティンゲン市を表している。
郡域再編前の旧エスリンゲン郡の紋章はこれとは異なっていた。それは金地で、横向きに配された黒い鹿の角の下に赤い爪と嘴を持つ黒い鷲が描かれ、その胸に3つの緑色の小さな盾が描かれていた。エスリンゲン郡は1951年10月1日にこの紋章の使用をバーデン＝ヴュルテンベルク州当局から認可された。鷲はかつての帝国都市エスリンゲンを、鹿の角はヴュルテンベルクに属していたことを、3つの小楯は3つの地域（シュルヴァルト、フィルダー、ネッカータール）で構成されている事を示していた。

### 姉妹地域
- Givatayim（イスラエル、テルアビブ地区）1983年
- ミュンヘン郡（ドイツ、バイエルン州）1979年
- ライプツィヒ郡（ドイツ語版、英語版）（ドイツ、ザクセン州）1990年
- プルシュコフスキ郡（ポーランド語版、英語版）（ポーランド、マゾフシェ県）2001年

## 経済と社会資本
ツークンフトアトラス 2016（直訳: 未来地図2016）でエスリンゲン郡は、ドイツの402の郡、市町村連合、郡独立市の中で22位に位置づけされており、「極めて高い将来性」を持つ地域に格づけられている。2019年版では401地域中31位であった。

### 経済
州の統計情報局によれば、エスリンゲン郡で雇用が集中している産業分野は以下の通りである。
- 自動車製造業: 14,500人
- 健康、獣医学、社会福祉: 13,100人[10]
- 機械製造業: 23,300人
- サービス業: 14,100人

### 交通

#### 空港
シュトゥットガルト空港はラインフェルデン＝エヒターディンゲンの市域の東端にある。その滑走路の大部分はフィルダーシュタット＝ベルンハウゼン地区内に位置している。

#### 公共近郊交通
シュトゥットガルトからは、早くも1845年に王立ヴュルテンベルク邦有鉄道のフィルス線が郡庁都市のエスリンゲンまで通じていた。この路線は1846年にプロヒンゲンまで、1850年にはガイスリンガー・シュタイゲを通ってウルムまで延長された。
プロヒンゲンからは1859年にネッカー川沿いにニュルティンゲンを経由するプロヒンゲン - ロイトリンゲン線が接続した。この路線はその後インメンディンゲンまで延伸された。この路線から1864年にヴェンドリンゲン・アム・ネッカー（当時はウンターボイヒンゲン）でキルヒハイマー鉄道会社のテック線が分岐した。この路線は1899年に邦有鉄道によってオーバーレニンゲン（レニンゲン）まで延長された。この他に現在では廃線となっているが、支線として1908年に開通したキルヒハイム (テック) 南 - ヴァイルハイム (テック) 線があった。
テーレス鉄道ニュルティンゲン - ノイフェン線は1900年に開通して以降、ヴュルテンベルク鉄道会社に属している。
シュトゥットガルト南端のフィルデルンでは100年以上にわたって多彩な近郊交通システムを有するフィルダー鉄道会社が発展した。この会社は1989年から1993年まで運行していたシュトゥットガルト空港へのSバーン（S2号線とS3号線）は、ラインフェルデン＝エヒターディンゲンでは1920年にドイツ国営鉄道によって開通されたファイヒンゲン - エヒターディンゲン線を一部利用していた。1928年ラインフェルデンからヴァルデンブーフへ行く路線が分岐した。S2号線は2001年秋に空港からフィルダーシュタット＝ベルンハウゼンまで延長された。
エヒターディンゲンではメーリンゲン - ノイハウゼン線に接続する。この路線は1897年にフィルダー鉄道会社によってメーターゲージで建設され、1902年に標準軌に改良された。メーリンゲン - エヒターディンゲン区間は、メーリンゲン - ラインフェルデン接続線に置き換えられた。これは1928年にメーターゲージの電化路線として新たに建設され（ノイハウゼンまでは標準軌路線と並行に建設された）、エヒティンゲンまで延長された。1990年からは、これに替わり、シュトゥットガルトから標準軌のシュタットバーン（U5号線）がラインフェルデンまで運行し、ここでSバーンに接続している。
エスリンゲンでは1912年にエスリンゲン・アム・ネッカー市電が開通し、1919年にシュトゥットガルト・シュタットバーン網 (SSB) と接続した。これは1944年にエスリンゲン・アム・ネッカー・トロリーバスに置き換えられた。1926年にはエスリンゲン - ネリンゲン - デンケンドルフ市電もこれに加わった。この路線は1978年までフィルダーヘーエで運行していた。ネリンゲンからノイハウゼンまでは、1929年から支線が運行していた。
この地域では、以下の2本の短い区間が廃止になっただけである。
- 1955年: ラインフェルデン - ムスベルク - ヴァルデンブーフ（ジーベンミューレンタール線、11.7 km）
- 1982年: キルヒハイム南 - ホルツマーデン - ヴァイルハイム (7.7 km)

2008年にSSBによってシュタットバーンのシュトゥットガルト - ネリンゲン線が開通した。
公共旅客近郊交通は、シュトゥットガルト交通・運賃連合が管轄している。

#### 道路
郡内を東西に連邦アウトバーン8号線（A8号線）シュトゥットガルト - ウルム線が通っている。最も重要な連邦道が B10号線シュトゥットガルト - ウルム、B27号線シュトゥットガルト - テュービンゲン、B312号線空港 - ロイトリンゲン、B313号線プロヒンゲン - ロイトリンゲンである、

### 郡の施設
エスリンゲン郡は以下の学校の運営を行っている: フリードリヒ＝エーバート＝シューレ・エスリンゲン（産業学校）、ジョン＝F.＝ケネディー＝シューレ・エスリンゲン（商業学校）、ケーテ＝コルヴィッツ＝シューレ・エスリンゲン（家政学校）、マックス＝アイス＝シューレ・キルヒハイム・ウンター・テック（産業学校）、ヤーコプ＝フリードリヒ＝シェルコプフ＝シューレ・キルヒハイム・ウンター・テック（商業学校）、フィリップ＝マテスツ＝ハーン＝シューレ・ニュルティンゲン（産業学校）、オットー＝ウムフリート＝シューレ・ニュルティンゲン（産業学校）、アルベルト・シェフレ＝シューレ・ニュルティンゲン（商業学校）、フリッツ＝シェフレ＝シューレ・ニュルティンゲン（家政および農業学校）、さらにローレッカーシューレ・エスリンゲン（精神的発達、身体・動作発達、言語に介護の重点を置いた特殊教育の教育・相談センター (SBBZ)でそれぞれに対応した幼稚園をもち、また長期入院患者の学生のためのSBBZを運営している）、学校幼稚園を併設したボーデルシュヴィングシューレ・ニュルティンゲン（精神発達に介護重点を置いている）。デッティンゲン・ウンター・テックには精神発達と言語に介護重点を置いた、学校幼稚園を併設した別のSBBZがある。
エスリンゲン郡は、medius KLINIKEN gGmbH の出資者でもある。この事業体は、オストフィルデルン＝ルイトのパラケルスス病院ルイトおよびキルヒハイム・ウンター・テックとニュルティンゲンにあるクリニークム・キルヒハイム＝ニュルティンゲンの運営を行っている。クリニークム・キルヒハイム＝ニュルティンゲンとパラケルスス病院ルイトはテュービンゲン大学のアカデミック研修病院である。

## 市町村
エスリンゲン郡は以下の市町村からなる。カッコ内の数値は、2023年12月31日現在の人口である。
| 市 - アイヒタール (de:Aichtal 10,031) - エスリンゲン・アム・ネッカー (de:Esslingen am Neckar 95,881) - フィルダーシュタット (de:Filderstadt 46,295) - キルヒハイム・ウンター・テック (de:Kirchheim unter Teck 42,178) - ラインフェルデン＝エヒターディンゲン (de:Leinfelden-Echterdingen 40,526) - ノイフェン (de:Neuffen 6,396) - ニュルティンゲン (de:Nürtingen 41,447) - オストフィルデルン (de:Ostfildern 39,833) - アウエン (de:Owen 3,505) - プロヒンゲン (de:Plochingen 14,590) - ヴァイルハイム・アン・デア・テック (de:Weilheim an der Teck 10,397) - ヴェンドリンゲン・アム・ネッカー (de:Wendlingen am Neckar 16,159) - ヴェルナウ (ネッカー) (de:Wernau (Neckar) 12,443) | 町村 - アイヒヴァルト (de:Aichwald 7,637) - アルトバッハ (de:Altbach 6,413) - アルトドルフ (Altdorf 1,682) - アルテンリート (de:Altenriet 1,998) - バルトマンスヴァイラー (de:Baltmannsweiler 5,701) - ベンプフリンゲン (de:Bempflingen 3,486) - ボイレン (Beuren 3,710) - ビシンゲン・アン・デア・テック (de:Bissingen an der Teck 3,475) - ダイツィザウ (de:Deizisau 6,928) - デンケンドルフ (de:Denkendorf (Württemberg) 11,312) - デッティンゲン・ウンター・テック (de:Dettingen unter Teck 6,312) - エルケンブレヒツヴァイラー (de:Erkenbrechtsweiler 2,193) - フリッケンハウゼン (Frickenhausen 9,303) - グロースベトリンゲン (de:Großbettlingen 4,397) - ホーホドルフ (Hochdorf 5,054) - ホルツマーデン (de:Holzmaden 2,346) - コールベルク (Kohlberg 2,284) - ケンゲン (de:Köngen 9,786) - レニンゲン (de:Lenningen 8,225) - リヒテンヴァルト (de:Lichtenwald 2,664) - ネッカータイルフィンゲン (de:Neckartailfingen 4,015) - ネッカーテンツリンゲン (de:Neckartenzlingen 6,483) - ナイトリンゲン (de:Neidlingen 1,787) - ノイハウゼン・アウフ・デン・フィルデルン (de:Neuhausen auf den Fildern 12,485) - ノッツィンゲン (de:Notzingen 3,610) - オーバーボイヒンゲン (de:Oberboihingen 5,796) - オームデン (de:Ohmden 1,756) - ライヒェンバッハ・アン・デア・フィルス (de:Reichenbach an der Fils 8,688) - シュライトドルフ (de:Schlaitdorf 1,952) - ウンターエンジンゲン (de:Unterensingen 5,011) - ヴォルフシュルーゲン (de:Wolfschlugen 6,412) |

行政共同体および自治体行政連合（* は、自治体行政連合の本部所在地）
- キルヒハイム・ウンター・テック行政共同体: キルヒハイム・ウンター・テック、デッティンゲン・ウンター・テック、ノッツィンゲン
- レニンゲン自治体行政連合: レニンゲン*、エルケンブレヒツヴァイラー、アウエン
- ネッカーテンツリンゲン自治体行政連合: アルトドルフ、アルテンリート、ベンプフリンゲン、ネッカータールフィンゲン、ネッカーテンツリンゲン*、シュライトドルフ
- ノイフェン行政共同体: ノイフェン、ボイレン、コールベルク
- ニュルティンゲン行政共同体: ニュルティンゲン、フリッケンハウゼン、グロースベトリンゲン、オーバーボイヒンゲン、ウンターエンジンゲン、ヴォルフシュルーゲン
- プロヒンゲン自治体行政連合: プロヒンゲン*、アルトバッハ、ダイツィザウ
- ライヒェンバッハ・アン・デア・フィルス自治体行政連合: バルトマンスヴァイラー、ホーホドルフ、リヒテンヴァルト、ライヒェンバッハ・アン・デア・フィルス*
- ヴァイルハイム・アン・デア・テック行政共同体: ヴァイルハイム・アン・デア・テック、ビシンゲン・アン・デア・テック、ホルツマーデン、ナイトリンゲン、オームデン
- ヴェンドリンゲン・アム・ネッカー自治体行政連合: ヴェンドリンゲン・アム・ネッカー*、ケンゲン

## 関連図書
- Landesarchivdirektion Baden-Württemberg, ed (1978). Das Land Baden-Württemberg, Band III: Regierungsbezirk Stuttgart – Regionalverband Mittlerer Neckar. Stuttgart: Kohlhammer. ISBN 978-3-17-004758-7
- Landkreis Esslingen, ed (1978). Der Kreis Esslingen. Stuttgart: Konrad Theiss Verlag. ISBN 978-3-8062-0171-0
- Eugen Frick (1992). “Vom königlich-württembergischen Oberamt zum Landkreis Esslingen”. In Hans Peter Braun. Der Landkreis Esslingen. Stuttgart. pp. 275–287
- Wolfram Angerbauer, ed (1996). Die Amtsvorsteher der Oberämter, Bezirksämter und Landratsämter in Baden-Württemberg 1810 bis 1972. Stuttgart: Theiss. ISBN 978-3-8062-1213-6
- Landesarchiv Baden-Württemberg, ed (2009). Der Landkreis Esslingen. Ostfildern: Jan Thorbecke Verlag. ISBN 978-3-7995-0842-1
- Reinhard Wolf, ed (2002). Die Naturschutzgebiete im Regierungsbezirk Stuttgart. Stuttgart: Jan Thorbecke Verlag. ISBN 978-3-7995-5173-1